# Edeala palpiplus
Edeala palpiplus – gatunek kosarza z podrzędu Laniatores i rodziny Assamiidae. Jedyny znany przedstawiciel monotypowego rodzaju Edeala.

## Występowanie
Gatunek został wykazany z Kamerunu.